# アドソル日進
アドソル日進株式会社（アドソルにっしん、英: Ad-Sol Nissin Corporation）は、中堅独立系システムインテグレーターである。

## 概要
情報システム産業のガリバー企業であったCSKからスピンアウトしてきた技術者を中心に、東京及び大阪の2拠点体制で1976年に創業された、ITコンサルティング、システムインテグレーション、ソフトウェア開発を提供するITベンダーである。
社名の「Ad-Sol Nissin」は、'advanced' - 'solution'と、旧社名「日進ソフトウエア（Nissin Software）」に由来する。
元来は通信制御系のシステム開発に強みを持っていたが、通信制御における開発フォーマットのコモディティ化に伴い、携帯等を含む組み込み開発分野及び金融・ビジネス分野へ主軸を移しつつある。研究開発にも取り組み、XMLコンソーシアムにおいてはIBM(日本アイ・ビー・エム株式会社)などと共にサービスの商用化研究における主要なプレイヤーとなっている。
社員におけるSun Java、IBM DB2グローバルマスター、XMLマスターの資格保有率は主要ITベンダ130社の中で第1位を誇る。
帳票開発パッケージベンダ国内1位のウイングアーク1stの実質的な独占開発パートナー（帳票分野）でもある（統合I/Oソリューションを参照）。
2007年2月にジャスダックに上場。2016年2月に東京証券取引所第二部に市場変更。同年9月に東京証券取引所第一部に指定替え。

## 沿革
- 1976年 - 日進ソフトウエア株式会社を東京都台東区に創立。同時に大阪支店（現・関西支社）を開設。
- 1986年 - 福岡事業所（現・九州支社）を福岡市博多区に開設。
- 1990年 - 仙台営業所（現・仙台開発センタ）を宮城県仙台市に、松山営業所（のちの松山開発センタ）を愛媛県松山市に開設。
- 1991年 - 米国リンクス社（現・Lynx Software Technologies社）とOS販売契約締結。
- 2000年 - BlueCatLinuxの販売を開始。
- 2002年 - XMLコンソーシアムにおいてNewsMLを利用したWebサービスの接続実験に参画。
- 2003年 - 商号をアドソル日進株式会社に変更。本社を現在地に移転。
- 2005年 - 海外オフショア推進の為、中国軟件与技術服務股分有限公司と業務提携。
- 2006年 - ZigBee Allianceに加盟。同年10月にはZigBee SIGジャパンに参画。
- 2007年 - ジャスダック証券取引所に株式を上場。
- 2009年 - システム基盤ソリューション「APTOS」を発表。
- 2014年 - 日本プロセス株式会社と業務資本提携。
- 2016年
  - 2月 - 東京証券取引所第二部に市場変更。米国カリフォルニア州サンノゼに、R&Dセンタ機能を有する子会社「Adsol-Nissin San Jose R&D Center, Inc.」を設立。
  - 9月 - 東京証券取引所第一部に指定替え。
  - 10月 - ベトナムの3S社およびUnitec社と業務提携。
- 2017年
  - 4月 - 名古屋工業大学の「サイバー攻撃の防御技術」での産学共同研究に参加。
  - 5月 - 日本検査キューエイ株式会社と「情報セキュリティ」で協業を開始。
  - 9月 - 慶應義塾大学と「GISとIoTの融合」での産学共同研究・開発を開始。
- 2018年
  - 4月 - 国内初となるIoT向け無線通信方式「LoRa」専用パケットキャプチャーの販売を開始。米国Lynx Software Technologies社と「組込み型IoTソリューション」に関する国内独占・包括契約を締結。
  - 9月 - 立命館大学と「組み込みマルチコアOS」に関する共同研究を開始。
- 2019年
  - 4月 - 立命館大学と「IoTセキュリティ分野を主とする科学技術の発展」を目的とした産学連携協定を締結。
  - 5月 - 株式会社バリューHRと資本・業務提携契約を締結。
- 2020年
  - 1月 - アジア地域でのシステム開発を推進する連結子会社「アドソル・アジア株式会社」を設立